# MAXScript
MAXScript - встроенный скриптовый язык для  пакета трёхмерного моделирования Autodesk 3ds Max, предназначенный для автоматизации рутинных задач, оптимизации использования существующего  функционала, создания новых инструментов редактирования и пользовательского интерфейса. Через скриптовый API позволяет контролировать и модифицировать объекты трёхмерной сцены: геометрию, текстуры, анимацию и другое. Возможно создание различных плагинов и утилит для ускорения выполнения специфических задач. Инструменты Autodesk 3ds Max используют MAXScript во множестве функций, включая оригинальные утилиты и элементы интерфейса.

## Целевая аудитория и простота использования
Язык предназначен для широкого круга пользователей — начиная от художников-моделеров, заканчивая техническими директорами и программистами. Он предоставляет достаточно вольный синтаксис больше схожий с языком BASIC, чем с C++ или командной оболочкой UNIX (как в случае с Maya MEL script).
Внутренняя структура имеет много общего с языком LISP и основывается на выражениях. Созданная с помощью MAXScript новая пользовательская функция легко интегрируется в 3ds Max и затем может быть использована как и любое другое встроенное по умолчанию средство. Язык рассчитан на обычного пользователя и по замыслу создателей для его использования не нужно иметь большой опыт программирования на каком-либо из распространенных языков программирования.

## Oсобенности синтаксиса

### Комментарии
Комментарии выделяются символами "--" (двойное тире) в начале строки. Блоковые комментарии выделяются используя C-подобный синтаксис:
```
--
 
ваш
 
обычный
 
комментарий

/* ваш блоковый комментарий */

```

### Регистронезависимость и строковые переменные
Язык не чувствителен к регистру символов. Единственное исключение лишь сравнение строковых переменных. Предоставлен также специальный тип переменных name, которые чувствительны к регистру и обычно используются как перечисляемый тип для передачи в функции вместо строк. Для декларирования подобной переменной используется символ #. Также присутствует встроенная функция matchPattern, которая позволяет сравнивать строки с учётом и без учёта регистра:
```
 
"HELLO"
 
==
 
"hello"

  
-->false

  
"HELLO"
 
as
 
name
 
==
 
"hello"
 
as
 
name
 
--конвертирует
 
в
 
тип
 
name

  
-->true

  
#
HELLO
 
==
 
#
hello
  
--#
 
декларирует
 
переменную
 
типа
 
name

  
-->true

  
matchPattern
 
"HELLO"
 
pattern:
"hello"

  
-->true

  
matchPattern
 
"HELLO"
 
pattern:
"hello"
 
ignorecase:false

  
-->false

```

### Инструкции
Инструкции не нужно заканчивать точкой с запятой (;). Это необходимо делать лишь в случае, когда они находятся на одной строке:
```
      
a
 
=
 
10

      
print
 
a

      
--запись
 
аналогична
 
следующей:

      
a
 
=
 
10
;

      
print
 
a
;

      
--которая
 
аналогична
 
идущей
 
ниже:

      
a
 
=
 
10
; print a;

```

### Декларирование переменных
Переменные не требуют явного декларирования типа или присваивания значения. Неинициализированные переменные всегда возвращают специальное значение undefined, которое эквивалентно NULL. Тип переменной зависит от значения, которое она хранит, и может меняться динамически:
```
      
a
 
=
 
10
 
--
 
тип
 
переменной
 
а
 
-
 
целое
 
число

      
a
 
=
 
"b"
 
--
 
тип
 
переменной
 
а
 
стал
 
строкой

```

### Организация кода
Круглые скобки используются чтобы обозначить блоки кода и пространства имён.

### Массивы
Массивы обозначаются с использованием синтаксиса #() и не имеют строго типа членов — один и тот же массив может содержать элементы любого типа, включая другие массивы. Индексация массивов начинается с единицы (1).

### Битовые массивы
Фигурные скобки используются только как часть декларирования битового массива (bitArray) следующим образом #{}. Битовые массивы — сжатые списки, которые содержат только  флаги (ложь или истина) и используются для хранения состояния выделенных элементов, такие как точки вершин или треугольники трёхмерного объекта.

### Доступ по индексу
Квадратные скобки используются для индексированного или именного доступа к частям объектов или элементов массивов:
```
       
aBox
 
=
 
box
()
 
--
 
создаём
 
куб

       
-->
 
$Box:Box01
 
@
 
[0.000000,0.000000,0.000000]

       
aBox[3]
 
--
 
получаем
 
третью
 
анимационную
 
дорожку

       
-->
 
SubAnim:Transform

       
aBox[#Transform]
 
--получаем
 
эту
 
же
 
анимационную
 
дорожку
 
используя
 
доступ
 
по
 
имени

       
-->
 
SubAnim:Transform

       
aBox[3][1]
 
--
 
получаем
 
первый
 
элемент
 
из
 
дорожки
 
трансформации

       
-->
 
SubAnim:Position

       
aBox[3][1][2]
 
--получаем
 
второй
 
элемент
 
из
 
дорожки
 
позиции

       
-->
 
SubAnim:Y_Position

       
someArray
 
=
 
#(
1
,
2
,
5
,
6
,
"Hello"
)
 
--
 
декларируем
 
массив

       
-->
 
#(
1
,
2
,
5
,
6
,
"Hello"
)
 

       
someArray[4]
 
--получаем
 
4-й
 
элемент

       
-->
 
6

       
someArray[5]
 
--получаем
 
5-й
 
элемент

       
-->
 
"Hello"

       
someArray[6]
 
--получаем
 
6-й
 
элемент
 
-
 
он
 
не
 
существует

       
-->
 
undefined

```

### Доступ к объектам сцены
Ноды сцены (объекты сцены) могут быть доступны используя префикс $ в начале имени. Для примера, $Box01 вернёт объект с именем  Box01. Этот же синтаксис может быть использован для доступа к нескольким объектам со схожими именами используя *. Для примера, $Box* вернёт список всех объектов имена которых начинаются с Box, такие как "Box01", "Box02", "Boxer" и так далее.

### Доступ к свойствам объектов
Свойства доступны с использованием точки в конце переменной, по аналогии с другими известными языками (Объект.ИмяСвойства), или через вызовы GetProperty/SetProperty функций. Для получения списка доступных свойств надо использовать метод showProperties (или более краткая запись show). Скажем, для получения свойств объекта Box01 нужно сделать следующее:
```
      
showProperties
 
$Box01

      
--или
 
более
 
короткая
 
запись:

      
show
 
$Box01

      
--
 
чтобы
 
получить
 
список
 
всех
 
свойств
 
в
 
качестве
 
имён:

      
theProperties
 
=
 
getPropNames
 
$Box01

```

## Внешние ссылки
- https://web.archive.org/web/20090902011002/http://wiki.cgsociety.org/index.php/MAXScript
- https://web.archive.org/web/20110926095642/http://www.kxcad.net/autodesk/Autodesk%5FMAXScript%5FReference%5F9/
- Autodesk 3ds Max 9 MAXScript essentials (2007), Focal Press, ISBN 9780240809328
- Roger Cusson, Pia Maffei, 3ds max 7 fundamentals and beyond courseware manual, Focal Press (2005), ISBN 9780240807393